# Решёточная теория поля

В решёточной теории поля пространство или пространство-время считается дискретным.

Решёточная теория поля — это раздел квантовой теории поля, в математическом аппарате которого пространство или пространство-время считается дискретным, а динамические переменные, описывающее поле, задаются в узлах решётки. Методы решёточной теории поля широко применяются в теоретической физике, прежде всего в квантовой хромодинамике и статистической физике.

## Подробности
Решёточная теория поля позволяет вычислять функциональные интегралы путём их представления кратными интегралами очень высокой размерности и последующего вычисления методом Монте-Карло. В квантовой хромодинамике методами решёточной теории поля рассчитан спектр масс лёгких адронов, согласующийся с экспериментальными данными., с удовлетворительной точностью получена и всесторонне исследована математическая модель конфайнмента.

## Внешние ссылки
- FermiQCD – Стандартная библиотека алгоритмов для решёточной КХД